# Necturus punctatus
Necturus punctatus – gatunek płaza ogoniastego z rodziny odmieńcowatych (Proteidae). Występuje we wschodnich USA na przybrzeżnych równinach od Wirginii do Georgii. Osiąga długość 11,4–18,9 cm. Jest ciemnobrązowy, ma szary brzuch z niebieskim paskiem wzdłuż środka. W przeciwieństwie do innych członków odmieńcowatych jest bez czarnych punktów. Żyje na piaszczystym lub błotnistym dnie strumieni.